# Mátra
Mátra [ˈmaːtrɒ] (slovakisk: Matra) er en bjergkæde i det nordlige Ungarn, mellem byerne Gyöngyös og Eger. Landets højeste top, Kékes (1.014 moh.), ligger i denne bjergkæde.
Mátra er en del af de nordungarske bjerge og hører af oprindelse til Europas største unge vulkanske zone. Det er beliggende mellem dalene ved floden Tarna og floden Zagyva. Mátra opdelt i den vestlige Mátra, den centrale Mátra og den østlige Mátra. Det højeste punkt på den vestlige Mátra er Muzsla (805 moh.). Central Mátra består af plateauet Mátrabérc (Mátra Ridge) og grupperne af vulkankeglerne Galya-tető (964 moh.) og Kékes (1.014 moh.). Stejle, forrevne skråninger veksler med hinanden, dækket af lukkede bøgeskove. Blidere skråninger og parallelle dale flyder ned mod syd, hvoraf den største er den såkaldte Nagy-völgy ("Store dal"). 'Hovedindgangen' til Mátra blev dannet parallelt med dalen Nagy-patak ("Store vandløb"), der strækker sig fra Mátrafüred til Mátraháza. Fra det vingårdsdækkede landskab ved foden af Mátra kan rejsende hurtigt ankomme til de skovklædte bjerge. Mod øst, efter den stejle skråning til den 898 meter høje Sas-kő ("Ørnesten"), følger de 650-750 meter høje tinder i den østlige Mátra hinanden. Den nordlige del af bjergkæden kaldes Mátralába ("Mátraens fødder"). Dette er et bakket område dækket af 250-400 meter høje små vulkanske kegler, med for det meste dyrkede agerjorder.

## Byer
- Gyöngyös (inklusive Mátrafüred, Mátraháza og Kékestető )
- Pásztó (inklusive Hasznos og Mátrakeresztes)
- Pétervására
- Bátonyterenye (herunder Nagybátony, Kisterenye, Maconka, Szúpatak og Szorospatak)

## Galleri
- Mátra
- Vinterlandskab i Mátra
- Ilona-dalens vandfald tæt på Parád – Ungarns højeste vandfald, der falder cirka 10 meter
- Kékes Forest Reservat – en af de resterende primære skove i Europa